# Hazza Al Mansouri
Hazza Ali Abdan Khalfan Al Mansouri (in arabo هَزَّاع عَلِي عَبْدان خَلْفَان ٱلْمَنْصُوْرِي‎?; Abu Dhabi, 13 dicembre 1983) è un astronauta emiratino, la prima persona proveniente dagli Emirati Arabi Uniti a compiere una missione spaziale.

## Biografia
Si è laureato al Khalifa Bin Zayed Air College, diventando pilota istruttore e pilota dimostrativo dell'aereo F-16 Block 60. È stato uno dei piloti degli Emirati Arabi a prendere parte alle celebrazioni del 50º anniversario delle forze armate degli Emirati del Salone aeronautico di Dubai. Ha inoltre partecipato ad un Red Flag tenuto dall'aeronautica americana una volta all'anno nei cieli del Nevada o dell'Alaska, dove i migliori piloti americani, della NATO e dei loro alleati svolgono esercitazioni di combattimenti aerei. Al Mansouri ha 14 anni di esperienza nelle forze armate come pilota di caccia.

### Carriera come astronauta
Il 3 settembre 2018 è stato selezionato come astronauta degli Emirati Arabi tra più di quattromila candidati al Programma astronauti degli Emirati insieme al collega Al Neyadi e sarà il primo cittadino degli Emirati Arabi a volare nello spazio grazie ad un accordo tra Roscosmos e il Centro spaziale Mohammed Bin Rashid. Pochi giorni dopo ha iniziato l'addestramento di sette mesi al Centro di addestramento cosmonauti Jurij Gagarin alla Città delle Stelle per partecipare al volo di breve durata ad aprile 2019. A causa del fallimento del lancio della Sojuz MS-10 però la missione è stata rinviata di cinque mesi. È partito il 25 settembre 2019 dal Cosmodromo di Bajkonur a bordo della Sojuz MS-15 con Oleg Skripočka e Jessica Meir e trascorrerà otto giorni a bordo della ISS. Durante la sua permanenza in orbita condurrà 15 esperimenti scientifici selezionati dal programma scolastico Science in Space, farà il primo tour della ISS in arabo, farà osservazione della Terra, interagirà con i controlli missione e documenterà le attività e la vita degli astronauti sulla ISS. Tornerà sulla Terra a bordo della Sojuz MS-12 con il comandante russo Aleksej Ovčinin e Nick Hague il 3 ottobre 2019.